# Jan Weggelaar
Willem Nicolaas Jan Weggelaar (Amsterdam, 29 oktober 1960) is een voormalig Nederlands voetballer.

## Carrière
Weggelaar speelde in het seizoen 1980/1981 in het eerste van Ajax. Hij zou er slechts een bescheiden aantal wedstrijden spelen, en twee wedstrijden op Europees niveau tegen de club van Karl-Heinz Rummenigge, FC Bayern München. De verdediger debuteerde op 23 augustus 1980 in de uitwedstrijd tegen Go Ahead Eagles (4–2 zege) onder trainer Leo Beenhakker. Hij viel vijf minuten voor tijd in. Weggelaar won met Ajax geen prijzen, behalve het Amsterdam-705-toernooi (Ajax–Bayern München 0–0 na verlenging, finale Ajax–AZ '67 2–1, begin augustus 1980). AZ '67 won zowel het landskampioenschap als de beker, Ajax eindigde op beide fronten als tweede onder interim-trainer Aad de Mos. Weggelaar speelde bij Ajax samen met Piet Schrijvers, Hans Galjé, Keje Molenaar, Wim Jansen, Edo Ophof, Peter Boeve, Frank Arnesen, Dick Schoenaker, Henning Jensen, Søren Lerby, Frank Rijkaard, Gerald Vanenburg, Tscheu La Ling, Wim Kieft, Martin van Geel, Piet Hamberg en Martin Wiggemansen. Weggelaar maakte ook technisch adviseur Johan Cruijff mee (24/11/1980–28/2/1981), die Ajax weer op de rails kreeg na een achtste positie in de competitie op 23/11/1980.
Halverwege 1982 vertrok Weggelaar naar PEC Zwolle, waarvoor hij tot het seizoen 1986/1987 speelde. Gedurende het seizoen 1987/88 speelde hij bij Willem II, waarna hij zijn profcarrière beëindigde.

### Carrièrestatistieken
| Seizoen | Club       | Land      | Competitie     | Wedstrijden | Doelpunten |
| ------- | ---------- | --------- | -------------- | ----------- | ---------- |
| 1980/81 | AFC Ajax   | Nederland | Eredivisie     | 15          | 1          |
| 1981/82 | AFC Ajax   | Nederland | Eredivisie     | 0           | 0          |
| 1982/83 | PEC Zwolle | Nederland | Eredivisie     | 22          | 0          |
| 1983/84 | PEC Zwolle | Nederland | Eredivisie     | 20          | 1          |
| 1984/85 | PEC Zwolle | Nederland | Eredivisie     | 34          | 2          |
| 1985/86 | PEC Zwolle | Nederland | Eerste divisie | 22          | 0          |
| 1986/87 | PEC Zwolle | Nederland | Eredivisie     | 2           | 0          |
| 1987/88 | Willem II  | Nederland | Eredivisie     | 20          | 1          |